# Graafland (plaats)
Graafland is een buurtschap in de gemeente Molenlanden, in de Nederlandse provincie Zuid-Holland. Het ligt in het noorden van de gemeente tussen Groot-Ammers en Langerak.